# Ivailo Mladenov
Ivailo Mladenov (Bulgaria, 6 de octubre de 1973) es un atleta búlgaro retirado especializado en la prueba de salto de longitud, en la que ha conseguido ser campeón europeo en 1994.

## Carrera deportiva
En el Campeonato Europeo de Atletismo de 1994 ganó la medalla de oro en el salto de longitud, con un salto de 8.09 metros, superando al checo Milan Gombala (plata con 8.04 m) y al griego Konstantinos Koukodimos (bronce con 8.01 m).